# Postgalerie (Karlsruhe)
Die Postgalerie (Eigenschreibweise POSTGALERIE, ehemals Post Galerie) in der Innenstadt von Karlsruhe ist ein Einkaufszentrum; sie befindet sich im ehemaligen Hauptpostgebäude zwischen Europaplatz und Stephanplatz und wurde 2001 als Einkaufszentrum eröffnet.

## Geschichte
Das mächtige Sandsteingebäude wurde von dem Berliner Architekten Wilhelm Walter im neobarocken Stil entworfen und am 18. Oktober 1900 als Reichspost- und Telegrafengebäude eröffnet. 1918 wurde es auf der Südseite um einen Flügelanbau im neoklassizistischen Stil erweitert und besitzt seither eine Grundfläche von etwa 100 × 100 m.
Nach dem Zweiten Weltkrieg waren in dem nur wenig beschädigten Gebäude Regierungsstellen untergebracht, u. a. war es bis 1949 Dienstsitz von Heinrich Köhler.
Danach befand sich die Hauptpost Karlsruhe darin. Mit der Privatisierung der Deutschen Bundespost 1995 wurde deren gesamte Administration sukzessive abgebaut und die lukrative Innenstadtlage freigemacht. Ende der 1990er Jahre beauftragte die Deutsche Post AG das Düsseldorfer Büro des internationalen Architekturunternehmens Chapman Taylor mit dem Umbau des denkmalgeschützten Gebäudes zu einer modernen Shoppingmall.

## Postgalerie
Nach etwa zwei Jahren Bauzeit wurde das Gebäude als Einkaufszentrum unter dem Namen Post Galerie am 21. September 2001 eröffnet, die Baukosten wurden mit 51 Mio. Euro angegeben. Die 29.000 m² Verkaufsfläche (Einzelhandel und Gastronomie) sind über drei Flanieretagen (EG, UG, 1. OG) erreichbar, die durch ein 22 m hohes Galerie-Atrium mit Treppe und zwei Glasfahrstühlen miteinander verbunden sind. Das 2. und 3. OG ist durch die Mall nicht erreichbar, dort befinden sich u. a. weitere Ladenflächen, Büros und Praxen.
In der Postgalerie sind rund 50 Geschäfte verschiedener Branchen vertreten (Mode, Accessoires, Lebensmittel, Gastronomie, Zeitschriften, Konzertkarten u. a.). Größte Mieter sind Decathlon, der Textilanbieter Primark und das Off-Price-Konzept TK Maxx. Die Deutsche Post belegt rund 900 m² mit einem Schalterraum für Brief- und Paketpost (Gelbe Post) und Postbank und einem Postfachraum.
In den Jahren 2011 und 2012 fanden umfangreiche Umbauarbeiten statt, nachdem der bisherige Ankermieter Saturn ein benachbartes Kaufhaus bezogen hatte.
Die Tiefgarage unter dem angrenzenden Stephanplatz bietet 330 Pkw-Stellplätze.
Verwaltet wird die Postgalerie von der CEMAGG GmbH, Karlsruhe (zuvor Sonae Sierra Germany GmbH, Düsseldorf).
Im Zuge des Projektes Stadtbahntunnel wurde die Option vorgesehen, die Postgalerie mit einem unterirdischen Zugang an die Haltestelle Europaplatz/Post Galerie anschließen zu können, bisher wurde darauf aber verzichtet.
Im Jahr 2015 wurde die Postgalerie um eine Etage erweitert. Somit vergrößerte sich das Einkaufszentrum um 1.300 m² Shoppingfläche und bekam zudem ein 3.000 m² großes Fitnesszentrum.

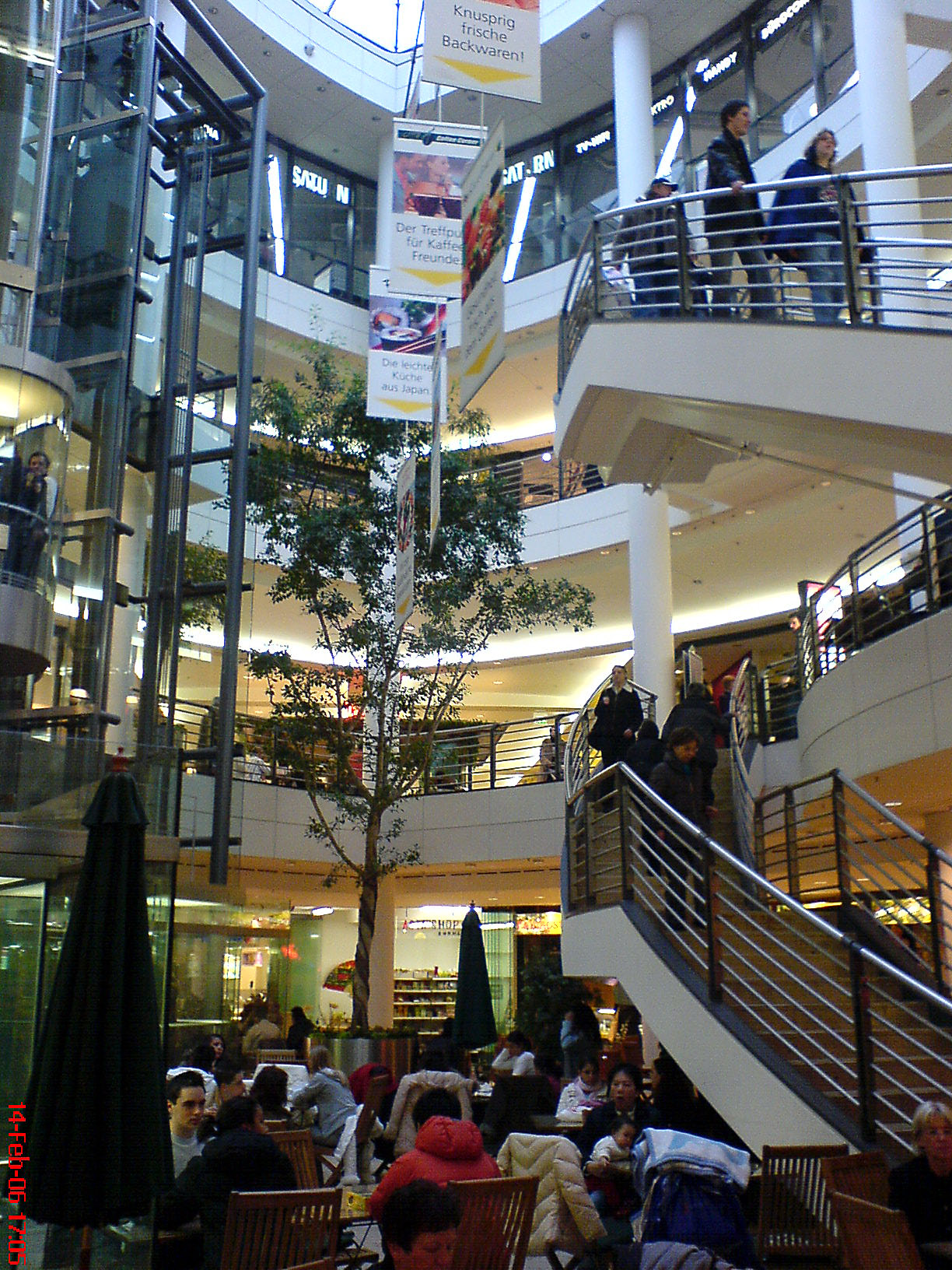
Galerie-Atrium
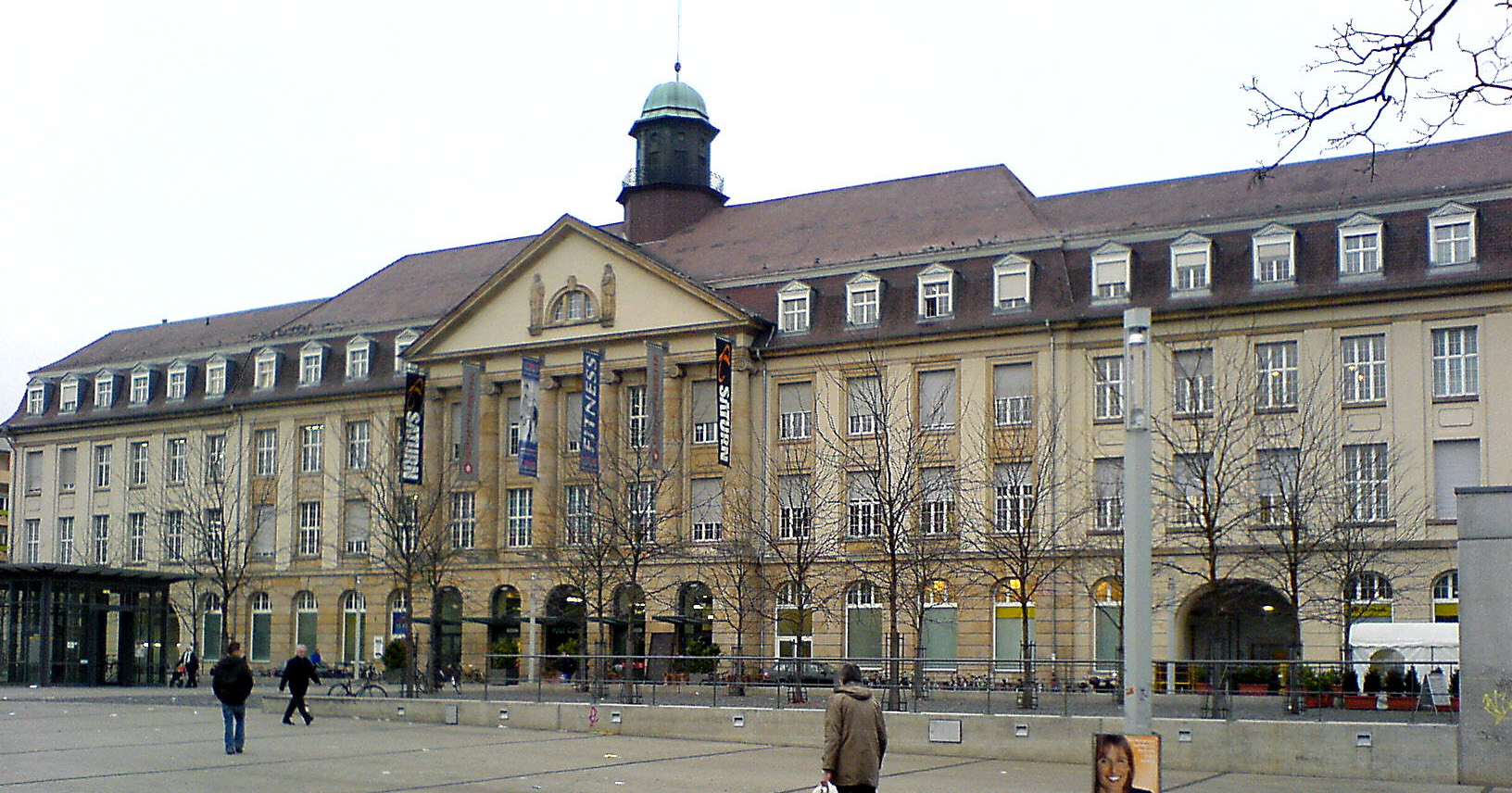
Vom Stephanplatz aus
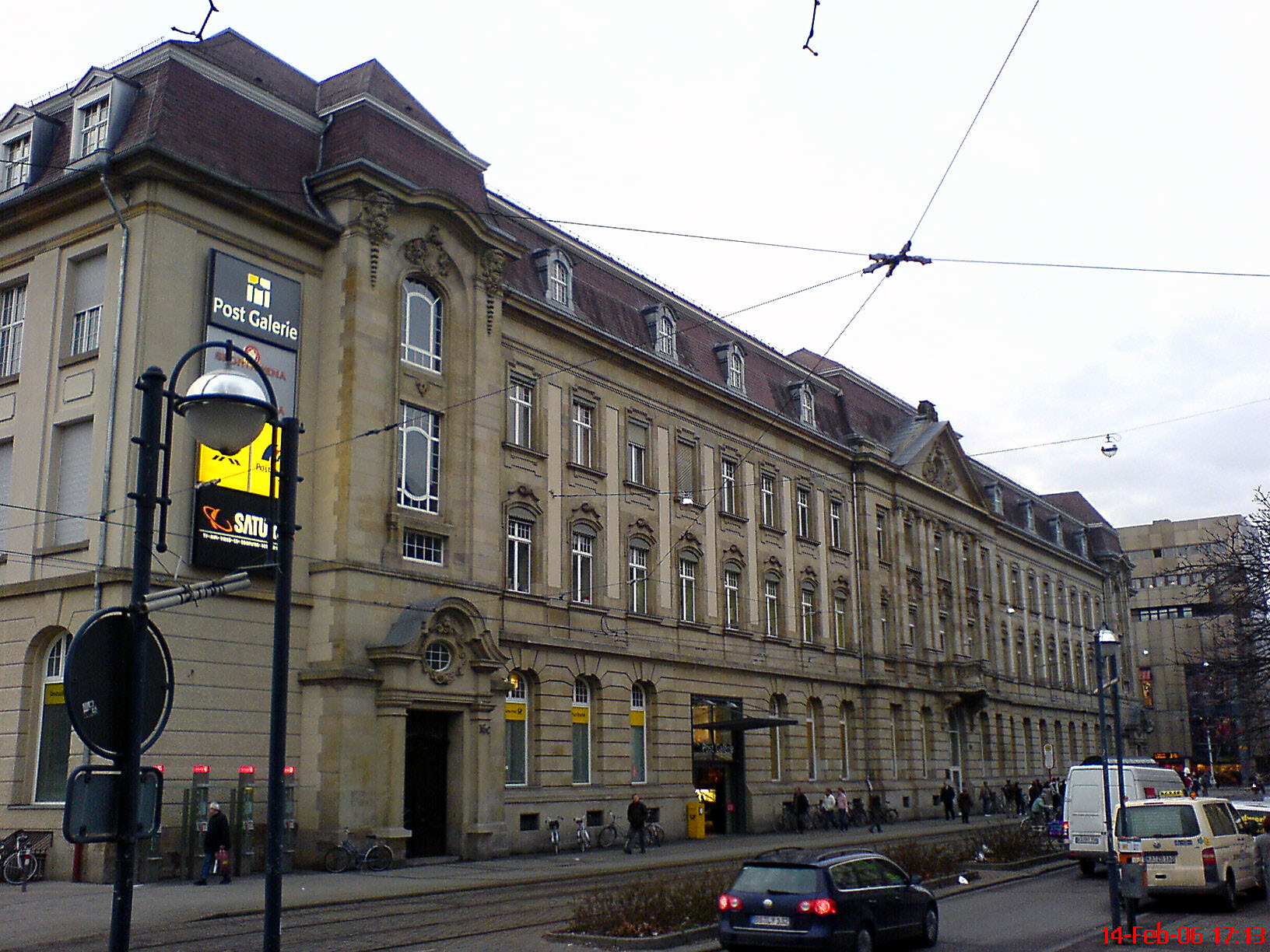
Von der Karlstraße aus
Fassade zum Europaplatz mit Leibgrenadierdenkmal
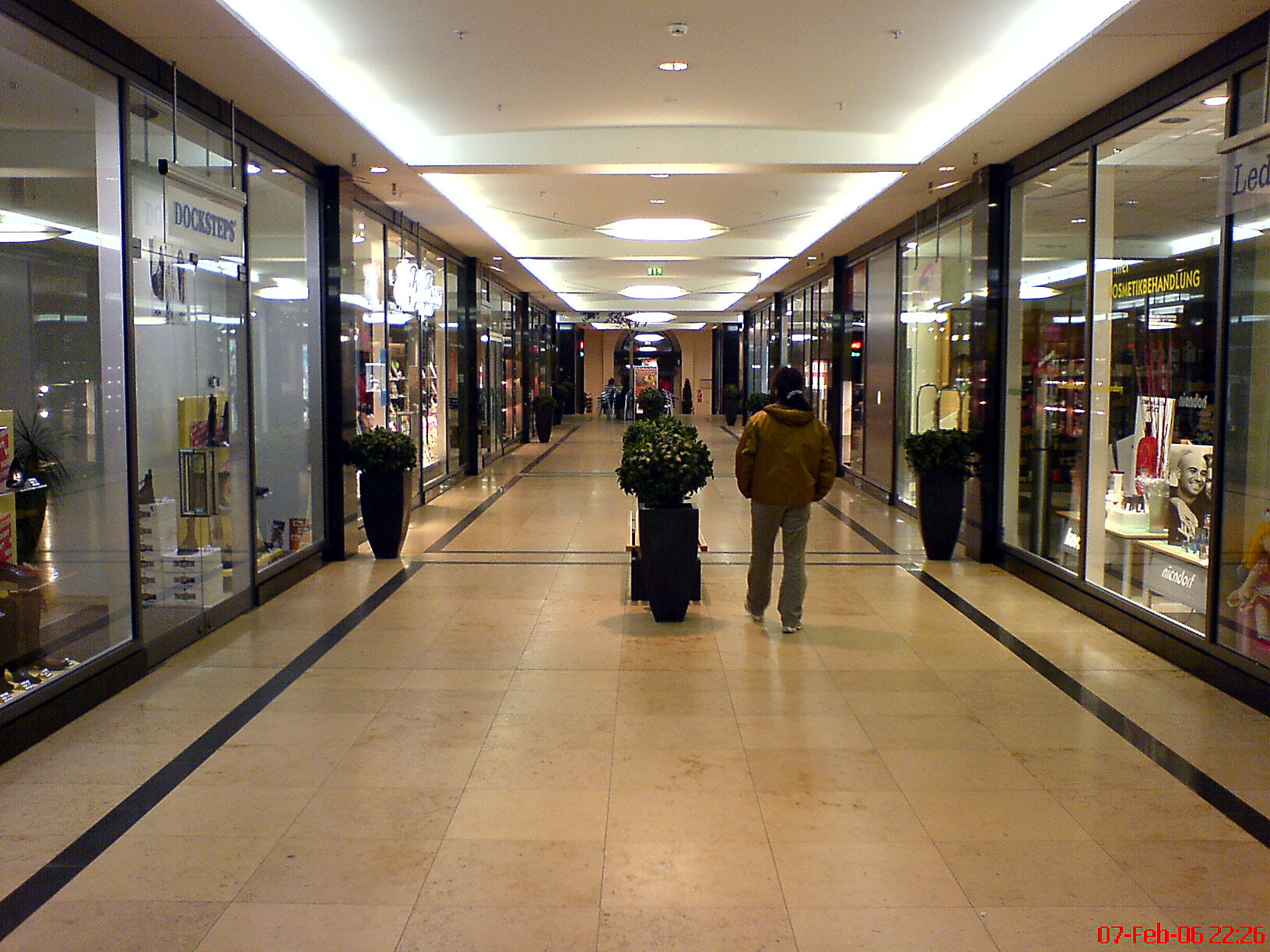
Ladenzeile im EG (außerhalb der Kerngeschäftszeit)
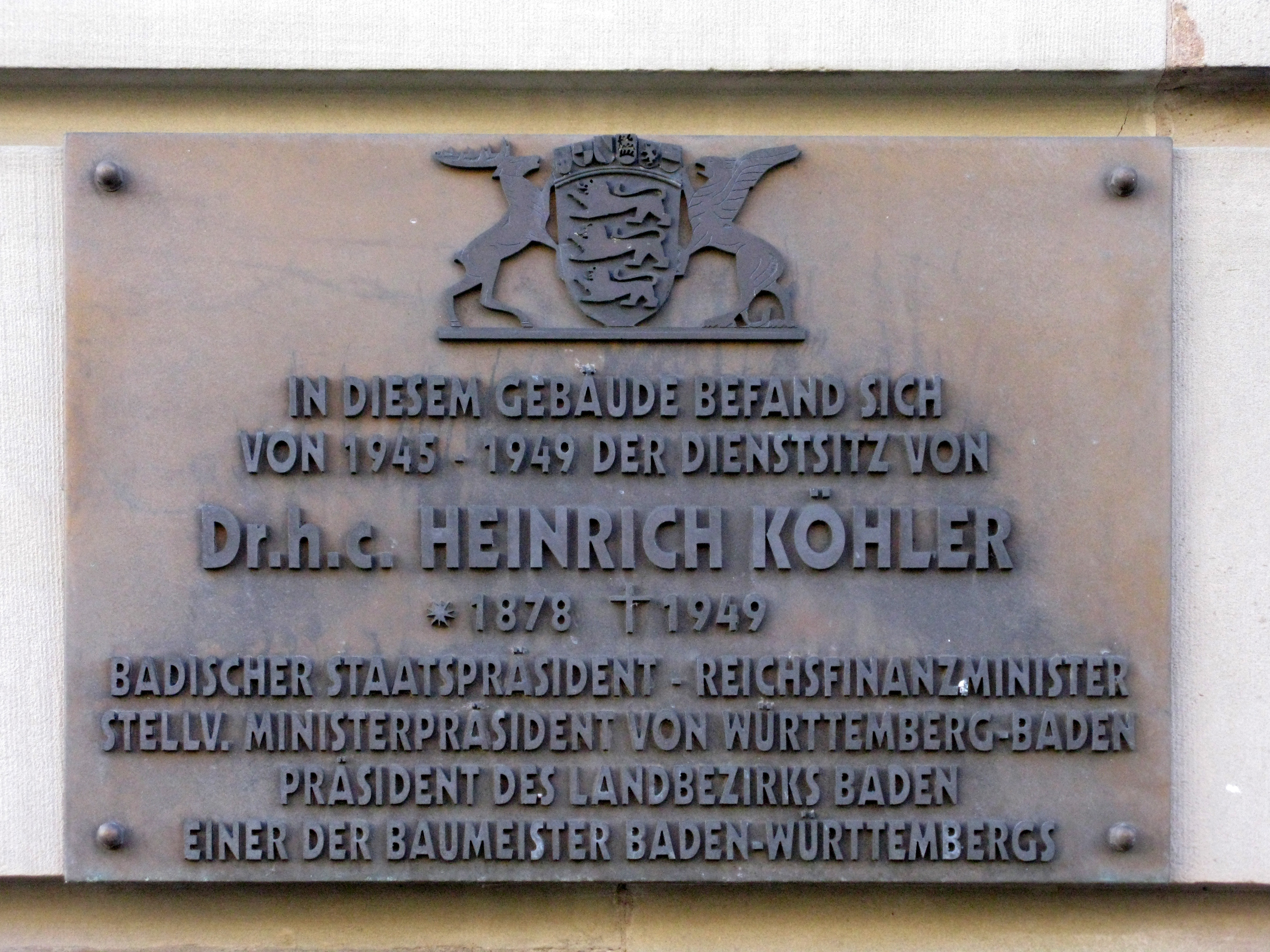
Gedenktafel für Heinrich Köhler